# Championnat de Suisse de football 1925-1926
Navigation
Édition précédente Édition suivante
La 29e édition du championnat de Suisse de football est remportée par le Servette FC.
Le Grasshopper-Club Zurich termine deuxième. Le BSC Young Boys complète le podium. 
Le championnat est divisé en trois groupes de neuf. Les premiers de chaque groupe sont qualifiés pour la phase finale décidant du champion. Les derniers de chaque groupe jouent des matchs de barrage de relégation contre les premiers de deuxième division. 

## Les clubs de l'édition 1925-1926
| Club                     | Ville             |
| ------------------------ | ----------------- |
| Blue Stars Zurich        | Zurich            |
| BSC Old Boys             | Bâle              |
| BSC Young Boys           | Berne             |
| Cantonal Neuchâtel       | Neuchâtel         |
| Concordia Bâle           | Bâle              |
| Étoile Carouge FC        | Carouge           |
| Étoile La Chaux-de-Fonds | La Chaux-de-Fonds |
| FC Aarau                 | Aarau             |
| FC Bâle                  | Bâle              |
| FC Berne                 | Berne             |
| FC Biel-Bienne           | Bienne            |
| FC Brühl Saint-Gall      | Saint-Gall        |
| FC Fribourg              | Fribourg          |
| FC Granges               | Granges           |
| FC La Chaux-de-Fonds     | La Chaux-de-Fonds |
| FC Lugano                | Lugano            |
| FC Nordstern Bâle        | Bâle              |
| FC Saint-Gall            | Saint-Gall        |
| FC Solothurn             | Solothurn         |
| FC Winterthur            | Winterthour       |
| FC Zurich                | Zurich            |
| Grasshopper-Club Zurich  | Bâle              |
| Lausanne-Sports          | Lausanne          |
| SC Veltheim              | Winterthour       |
| Servette FC              | Genève            |
| Urania Genève Sport      | Genève            |
| Young Fellows Zurich     | Zurich            |

## Compétition

### Classements
Le classement est établi sur le barème de points classique (victoire à 2 points, match nul à 1, défaite à 0).

#### Groupe Ouest
| Rang | Équipe                   | Pts | J  | G  | N | P | Bp | Bc | Diff |
| ---- | ------------------------ | --- | -- | -- | - | - | -- | -- | ---- |
| 1    | Servette FC              | 23  | 16 | 11 | 1 | 4 | 51 | 21 | +30  |
| 2    | Étoile La Chaux-de-Fonds | 22  | 16 | 8  | 6 | 2 | 33 | 18 | +15  |
| 3    | FC La Chaux-de-Fonds     | 17  | 16 | 7  | 3 | 6 | 24 | 38 | -14  |
| 4    | Étoile Carouge FC        | 16  | 16 | 6  | 4 | 6 | 29 | 19 | +10  |
| 5    | Urania Genève Sport      | 14  | 16 | 6  | 2 | 8 | 22 | 25 | -3   |
| -    | FC Cantonal Neuchâtel    | 14  | 16 | 6  | 2 | 8 | 24 | 30 | -6   |
| 7    | FC Biel-Bienne           | 13  | 16 | 5  | 3 | 8 | 25 | 20 | +5   |
| -    | Lausanne-Sports          | 13  | 16 | 6  | 1 | 9 | 29 | 41 | -12  |
| 9    | FC Fribourg              | 12  | 16 | 5  | 2 | 9 | 17 | 42 | -25  |

|  | Qualification pour la phase finale |
|  | Barrages de relégation             |

Barrage de relégation
Le barrage oppose le FC Fribourg, dernier du groupe Ouest, au Concordia-Juvena Yverdon, leader du groupe Ouest de deuxième division. 
| Équipe 1    | Résultat | Équipe 2                 | Aller | Retour |
| ----------- | -------- | ------------------------ | ----- | ------ |
| FC Fribourg | 4 - 1    | Concordia-Juvena Yverdon | 1 - 1 | 3 - 1  |

#### Groupe Centre
| Rang | Équipe            | Pts | J  | G  | N | P  | Bp | Bc | Diff |
| ---- | ----------------- | --- | -- | -- | - | -- | -- | -- | ---- |
| 1    | BSC Young Boys    | 29  | 16 | 14 | 1 | 1  | 46 | 10 | +36  |
| 2    | FC Bâle           | 20  | 16 | 7  | 6 | 3  | 26 | 14 | +12  |
| -    | FC Berne          | 20  | 16 | 9  | 2 | 5  | 28 | 16 | +12  |
| 4    | FC Nordstern Bâle | 18  | 16 | 8  | 2 | 6  | 34 | 31 | +3   |
| 5    | FC Solothurn      | 15  | 16 | 7  | 1 | 8  | 30 | 31 | -1   |
| -    | FC Aarau          | 15  | 16 | 6  | 3 | 7  | 29 | 36 | -7   |
| 7    | BSC Old Boys      | 12  | 16 | 5  | 2 | 9  | 24 | 31 | -7   |
| 8    | FC Concordia Bâle | 8   | 16 | 3  | 2 | 11 | 15 | 49 | -34  |
| 9    | FC Granges        | 7   | 16 | 3  | 1 | 12 | 27 | 41 | -14  |

|  | Qualification pour la phase finale |
|  | Barrages de relégation             |

Barrage de relégation
Le barrage oppose le FC Granges, dernier du groupe Centre, aux Black Stars Bâle, leader du groupe Centre de deuxième division. Le score cumulé des rencontres aller-retour se soldant par un score nul, un troisième match est joué pour départager les deux équipes.
| Équipe 1   | Résultat | Équipe 2         | Aller | Retour | Match 3 |
| ---------- | -------- | ---------------- | ----- | ------ | ------- |
| FC Granges | 5 - 4    | Black Stars Bâle | 2 - 1 | 1 - 2  | 2 - 1   |

#### Groupe Est
| Rang | Équipe                  | Pts | J  | G  | N | P  | Bp | Bc | Diff |
| ---- | ----------------------- | --- | -- | -- | - | -- | -- | -- | ---- |
| 1    | Grasshopper-Club Zurich | 27  | 16 | 13 | 1 | 2  | 63 | 20 | +43  |
| 2    | Young Fellows Zurich    | 24  | 16 | 12 | 0 | 4  | 55 | 24 | +31  |
| 3    | Blue Stars Zurich       | 18  | 16 | 8  | 2 | 6  | 44 | 28 | +16  |
| 4    | FC Zurich               | 17  | 16 | 7  | 3 | 6  | 35 | 30 | +5   |
| 5    | FC Lugano               | 16  | 16 | 7  | 2 | 7  | 37 | 29 | +8   |
| 6    | FC Brühl Saint-Gall     | 15  | 16 | 7  | 1 | 8  | 27 | 41 | -14  |
| 7    | FC Winterthur           | 14  | 16 | 5  | 4 | 7  | 32 | 44 | -12  |
| 8    | FC Saint-Gall           | 8   | 16 | 2  | 4 | 10 | 17 | 52 | -35  |
| 9    | SC Veltheim             | 5   | 16 | 2  | 1 | 13 | 12 | 54 | -42  |

|  | Qualification pour la phase finale |
|  | Barrages relégation                |

Barrage de relégation
Le barrage oppose le SC Veltheim, dernier du groupe Est, au OberWinterthur-Tössfeld, leader du groupe Est de deuxième division. 
| Équipe 1    | Résultat | Équipe 2                | Aller | Retour |
| ----------- | -------- | ----------------------- | ----- | ------ |
| SC Veltheim | 14 - 2   | OberWinterthur-Tössfeld | 7 - 2 | 7 - 0  |

#### Phase finale
Matchs
| Équipe 1                | Résultat | Équipe 2                | Date         | Lieu   |
| ----------------------- | -------- | ----------------------- | ------------ | ------ |
| BSC Young Boys          | 3 - 5    | Grasshopper-Club Zurich | 13 juin 1926 | Berne  |
| Servette FC             | 5 - 2    | BSC Young Boys          | 20 juin 1926 | Genève |
| Grasshopper-Club Zurich | 2 - 2    | Servette FC             | 27 juin 1926 | Zurich |

Classement
| Rang | Équipe                  | Pts | J | G | N | P | Bp | Bc | Diff |
| ---- | ----------------------- | --- | - | - | - | - | -- | -- | ---- |
| 1    | Servette FC             | 3   | 2 | 1 | 1 | 0 | 7  | 4  | +3   |
| -    | Grasshopper-Club Zurich | 3   | 2 | 1 | 1 | 0 | 7  | 5  | +2   |
| 3    | BSC Young Boys          | 0   | 2 | 0 | 0 | 2 | 5  | 10 | -5   |

|  | Match pour le titre |

Match pour le titre
Le Servette FC et le Grasshopper-Club Zurich ayant le même nombre de points à l'issue de la phase finale, un match est joué pour désigner le champion de Suisse 1925-1926.
| Équipe 1    | Résultat | Équipe 2                | Date           | Lieu  |
| ----------- | -------- | ----------------------- | -------------- | ----- |
| Servette FC | 3 - 2    | Grasshopper-Club Zurich | 4 juillet 1926 | Berne |

|  | Champion de Suisse |

## Bilan de la saison
| Tableau d'Honneur                 |                         |
| Compétition                       | Vainqueur               |
| Championnat de Suisse de football | Servette FC             |
| Coupe de Suisse de football       | Grasshopper-Club Zurich |

| Promotions et relégations |       |
| Promus                    | Aucun |
| Relégués                  | Aucun |